# 信川郡
信川郡（シンチョンぐん）は朝鮮民主主義人民共和国黄海南道に属する郡。

## 地理
黄海南道中部に位置する。東に載寧郡、北に安岳郡、西北に松禾郡、西南に苔灘郡、南に碧城郡、東南に新院郡と境を接する。
平野が開いており、穀倉地帯である。

## 行政区画
1邑・31里を管轄する。
| - 信川邑（シンチョヌプ） - 乾山里（コンサンニ） - 勤労者里（クルロジャリ） - 道楽里（トランニ） - 東嶺里（トンニョンニ） - 冷井里（レンジョンニ） - 龍塘里（リョンダンニ） - 龍山里（リョンサンニ） - 梨木里（リモンニ） - 明沙里（ミョンサリ） - 明石里（ミョンソンニ） - 泮亭里（パンジョンニ） - 鉢山里（パルサンニ） - 白石里（ペクソンニ） - 福隅里（ポグリ） - 司倉里（サチャンニ） | - セギル里（セギルリ） - セナル里（セナルリ） - 書院里（ソウォンニ） - 石橋里（ソッキョリ） - 石塘里（ソクタンニ） - 松梧里（ソンオリ） - 温泉里（オンチョンニ） - 雨龍里（ウリョンニ） - 牛山里（ウサンニ） - 猿岩里（ウォナムニ） - 月城里（ウォルソンニ） - 長財里（チャンジェリ） - 指南里（チナムニ） - 青山里（チョンサンニ） - 虎岩里（ホアムニ） - 花産里（ファサンニ） |

## 歴史
高麗時代には信州と呼ばれ、李氏朝鮮時代初期の1413年に信川郡に改称された。近代の行政区画再編の中で信川郡は存置され、1909年に文化郡を編入した。
1952年には北朝鮮の行政区域の再編にともない、郡の一部が三泉郡に分割されたほか、安岳郡との間で境界線の変更が行われている。

### 年表
この節の出典
- 1909年3月 - 文化郡を信川郡に編入。
- 1914年4月1日 - 郡面併合により、黄海道松禾郡の上龍門面・下龍門面、安岳郡の大元面・青龍面・順豊面・龍淵面の各一部、載寧郡の清水里面・上方面・西湖面・下栗面の各一部、海州郡の検丹面の一部が信川郡に編入、魚蘆面・越川面の各一部が安岳郡に編入、斗羅面の一部が載寧郡に編入。信川郡に以下の面が成立。(15面)
  - 加蓮面・加山面・南部面・斗羅面・温井面・東部面・蘆月面・山川面・北部面・文化面・弓興面・文武面・用珍面・草里面・龍門面
- 1917年 (15面)
  - 東部面が信川面に改称。
  - 温井面が温泉面に改称。
- 1937年 - 信川面が信川邑に昇格。(1邑14面)
- 1952年12月 - 郡面里統廃合により、黄海道信川郡信川邑・龍門面・南部面・斗羅面・加蓮面・温泉面・北部面・加山面および蘆月面・文武面・文化面の各一部、載寧郡西湖面の一部地域をもって、信川郡を設置。信川郡に以下の邑・里が成立。(1邑26里)
  - 信川邑・司倉里・福隅里・泮亭里・陵洞里・書院里・鳳凰里・石橋里・虎岩里・明沙里・東嶺里・鉢山里・月城里・猿岩里・雨龍里・石塘里・牛山里・青山里・龍塘里・松梧里・温泉里・石峯里・白石里・明石里・花産里・乾山里・龍山里
- 1954年10月 - 黄海道の分割により、黄海南道信川郡となる。(1邑26里)
  - 黄海南道載寧郡清泉里の一部が東嶺里に編入。
- 1958年6月 - 碧城郡道楽里・冷井里・指南里を編入。(1邑29里)
- 1959年2月 - 碧城郡温泉里を編入。(1邑30里)
  - 編入された温泉里が梨木里に改称。
- 1965年1月 - 猿岩里の一部が信川邑に編入。(1邑30里)
- 1967年10月 (1邑31里)
  - 温泉里の一部が分立し、長財里が発足。
  - 松梧里・猿岩里の各一部が温泉里に編入。
- 1977年9月 (1邑31里)
  - 石峯里がセナル里に改称。
  - 鳳凰里がセギル里に改称。
- 1981年10月 - 陵洞里が勤労者里に改称。(1邑31里)

### 信川虐殺事件
朝鮮戦争中の1950年10月から12月にかけて、国連軍が当地を占領した際に多数の住民が虐殺されたという。
戦争当時からの北朝鮮の主張によれば、米軍によって約3万5000人の住民が虐殺されたという。1958年から当地には信川博物館が設置されており、米国への敵愾心と愛国心を喚起する展示が行われている。

## 文化・観光
- 信川温泉
- 信川博物館

## 交通

### 鉄道
- 殷栗線
  - 白石駅 - 信川温泉駅 - 信川駅 - 黄海龍門駅

## 出身者
- 崔竜海 - 政治家、軍人。